# ¿Dónde están corazón?
¿Dónde están corazón?, è un brano musicale del cantante spagnolo Enrique Iglesias, estratto come primo singolo dall'album Enrique Iglesias: 95/08 Exitos del 2008.

## Tracce
Download digitale
1. ¿Dónde están corazón? — 4:10

## Classifiche
| Classifica (2008)                     | Posizione più alta |
| ------------------------------------- | ------------------ |
| U.S. Billboard Hot Latin Tracks       | 1                  |
| U.S. Billboard Latin Pop Airplay      | 1                  |
| U.S. Billboard Latin Rhythm Airplay   | 1                  |
| U.S. Billboard Latin Tropical Airplay | 1                  |